# Winners & Losers
Winners & Losers (en español: Ganadores & Perdedores) es un drama australiano transmitido del 22 de marzo de 2011 hasta el 12 de septiembre del 2016 por medio de la cadena australiana Seven Network.
La serie fue creada por Bevan Lee y contó con la participación de actores como Judith McGrath, Madeleine West, Catherine Mack, Daniel Feuerriegel, Glenda Linscott, Scott McGregor, Luke Hemsworth, Brett Cousins, Peta Sergeant, Kirsty Child, Roger Oakley, Dieter Brummer, Bob Morley, Lawrence Mooney, Todd McKenney, Katherine Hicks, Alex Perry, entre otros... 
El 29 de octubre de 2014 se anunció que la serie había sido renovada para una quinta temporada, la cual fue estrenada el 5 de julio del 2016. En febrero del 2016 Angus Ross, el director de programación de la cadena "Seven Network" confirmó que la quinta temporada sería la última de la serie.

## Historia
Winners & Losers se centró en la vida de cuatro mujeres que son las "perdedoras" de la escuela secundaria. Ahora diez años después, se dan cuenta de que en realidad son mujeres ganadoras una vez que asisten a la reunión de la escuela. 
Al finalizar la primera temporada Bec y Matt por fin se casan y Sophie finalmente le revela sus verdaderos sentimientos a Doug. 
Al inicio de la segunda temporada ya han pasado tres meses desde la boda de Bec y Matt, ahora la pareja maneja la noticia de que Bec está embarazada y que el padre es su exnovio Doug, quien ahora sale con Sophie. Mientras tanto Frances y Zach deben de enfrentar los efectos que tiene en su relación el que Frances cuide de su media hermana, Jasmine y por último Jenny ha decidido regresar a la universidad para convertirse en maestra, pero no les ha dicho a sus amigas que ha perdido su parte del dinero. Al final de la temporada Bec queda destruida cuando Matt muere en una explosión.
Durante la tercera temporada al grupo se les une la enfermera Samantha "Sam" McKenzie, quien es la hija de Brian Gross de una relación anterior y Flynn Johnson, el hermano de Cat, quien más tarde se va.
Durante la cuarta temporada se les unen Gabe Reynolds, el oficial Luke McKenzie	(el hermano de Sam) y Pete "P-Dog" Reeves. Al final de la temporada se van Sam, Doug, Brian y Trish.
Durante la quinta temporada al grupo se les une Alex McKenzie, le hermano de Luke y Sam, y Riley Hart, una joven que comienza a trabajar con Gabe.

## Personajes

### Personajes Principales
| Actor              | Personaje                 | Trabajo                             | Episodios | Duración              | Estado | Notas                                |
| ------------------ | ------------------------- | ----------------------------------- | --------- | --------------------- | ------ | ------------------------------------ |
| Melanie Vallejo    | Sophie Wong               | Doctora                             | 109       | 2011 - 2016           | Viva   | -                                    |
| Virginia Gay       | Frances James-Reeves      | Jueza                               | 109       | 2011 - 2016           | Viva   | -                                    |
| Melissa Bergland   | Jenny Gross-Reynolds      | Oficinista                          | 109       | 2011 - 2016           | Viva   | -                                    |
| Tom Wren           | Doug Graham               | Doctor                              | 96        | 2011 - 2015           | Vivo   | se mudó a Sídney con Carla e Izzy    |
| Francis Greenslade | Brian Gross               | -                                   | 95        | 2011 - 2015, 2016     | Vivo   | se fue de vacaciones con Trish       |
| Sarah Grace        | Bridget Gross-Fitzpatrick | Asistente Personal                  | 94        | 2011 - 2016           | Viva   | -                                    |
| Zoe Tuckwell-Smith | Rebecca "Bec" Gilbert     | -                                   | 77        | 2011 - 2014           | Viva   | se fue para ayudar a Callum          |
| Denise Scott       | Trish Gross               | -                                   | 75        | 2011 - 2015, 2016     | Viva   | se fue de vacaciones con Brian       |
| Jack Pearson       | Patrick Gross             | -                                   | 70        | 2011-2014, 2015, 2016 | Vivo   | se mudó a Europa con Jasmine         |
| Damien Bodie       | Jonathan Kurtiss          | Asistente de Fraser & Brown         | 64        | 2011 - 2014           | Vivo   | se mudó a América con Rhys           |
| Stephen Phillips   | Zachary "Zach" Armstrong  | Consultor General de Fraser & Brown | 62        | 2011 - 2014           | Vivo   | se mudó a Abu Dahbi                  |
| Nick Russell       | Gabe Reynolds             | -                                   | 44        | 2014 - 2016           | Vivo   | -                                    |
| Blair McDonough    | Matt O'Connor             | Constructor                         | 43        | 2011 - 2012           | Muerto | murió luego de que su auto explotara |
| Katherine Hicks    | Samantha McKenzie         | Enfermera                           | 42        | 2012 - 2015           | Viva   | se mudó con Rob y Cory a Sudáfrica   |
| Mike Smith         | Callum Gilbert            | -                                   | 41        | 2011 - 2013           | Vivo   | se mudó                              |
| Nathin Butler      | Luke McKenzie             | Oficial de Policía                  | 40        | 2014 - 2016           | Vivo   | -                                    |
| Sibylla Budd       | Carla Hughes              | Doctora                             | 39        | 2013 - 2015           | Viva   | se mudó a Sídney con Doug e Izzy     |
| Tom Hobbs          | Flynn Johnson             | Abogado                             | 30        | 2012 - 2014           | Vivo   | se mudó a Melbourne                  |
| James Saunders     | Pete "P-Dog" Reeves       | -                                   | 18        | 2014 - 2016           | Vivo   | -                                    |
| Laura Gordon       | Isobel "Izzy" Hughes      | -                                   | 17        | 2014 - 2015           | Viva   | se mudó a Sídney con Doug y Carla    |
| Scott Smart        | Alex McKenzie             | Barman                              | 13        | 2016                  | Vivo   | -                                    |
| Demi Harman        | Riley Hart                | -                                   | 13        | 2016                  | Viva   | -                                    |

### Personajes Recurrentes
| Actor                      | Personaje                 | Trabajo                                                      | N.º de episodios | Duración          |
| -------------------------- | ------------------------- | ------------------------------------------------------------ | ---------------- | ----------------- |
| Paul Moore                 | Wes Fitzpatrick           | -                                                            | 52               | 2011 - 2016       |
| PiaGrace Moon              | Jasmine Patterson         | -                                                            | 42               | 2011 - 2014, 2015 |
| Anne Phelan                | Dot "Nanna" Gross         | -                                                            | 42               | 2012 - 2015       |
| Madeleine Taylor           | Aalivyah Fitzpatrick      | -                                                            | 35               | 2012 - 2016       |
| Chloe Hartwig/Lucy Bennett | George James              | -                                                            | 26               | 2014 - 2016       |
| Jacob Holt                 | Cory Baxter               | -                                                            | 25               | 2014 - 2015       |
| Jonah Costanzo             | Harrison Graham-O'Connor  | -                                                            | 21               | 2012 - 2014       |
| Michala Banas              | Tiffany Wilson-Turner     | -                                                            | 17               | 2011 - 2012, 2016 |
| Nick Simpson-Deeks         | Rhys Mitchell             | -                                                            | 17               | 2011 - 2012, 2014 |
| Laurence Brewer            | Jack Macauley             | Doctor (Cirujano de Trauma) en el Hospital "Westmore Public" | 14               | 2014 - 2015       |
| David Paterson             | Ryan Sharrock             | Maestro & exdoctor                                           | 13               | 2013 - 2014       |
| Rupert Reid                | Rob Hill                  | Coordinador Escolar / Maestro de Educación Física            | 10               | 2015              |
| Carmen Duncan              | Kerry Green               | Maestra                                                      | 10               | 2011 - 2012       |
| Greg Stone                 | Steve Gilbert             | -                                                            | 9                | 2011 - 2013       |
| Luke McKenzie              | Shannon Taylor            | Instructor de Clases de Defensa                              | 9                | 2013              |
| Ryan Hayward               | Brett Tully               | -                                                            | 8                | 2013 - 2014       |
| Mark Leonard Winter        | James "JB" Barlett        | -                                                            | 8                | 2011              |
| Dieter Brummer             | Jason Ross                | -                                                            | 7                | 2013 - 2014       |
| Natalie Walker             | Donna Wong                | -                                                            | 7                | 2011 - 2012       |
| Glenda Linscott            | Lily Patterson            | -                                                            | 7                | 2015 - 2016       |
| Natalie Saleeba            | Claire Armstrong          | Empresaria de Fraser & Brown                                 | 6                | 2011 - 2012       |
| Thomas Lacey               | Ollie Masters             | -                                                            | 6                | 2012              |
| Lachlan Woods              | Chris Jones               | -                                                            | 6                | 2011 - 2012       |
| Jacob Allan                | Charles "Chugga" McKinnon | -                                                            | 5                | 2011              |
| Luke Arnold                | Lachie Clarke             | Estudiante Universitario                                     | 5                | 2012              |
| Lara Robinson              | Tilly Young               | Estudiante                                                   | 5                | 2012              |
| Rachael Maza               | Veronica Sewell           | -                                                            | 5                | 2016              |
| Carolyn Bock               | Louise Wong               | -                                                            | 4                | 2011 - 2012       |
| Geoff Morrell              | Paul Armstrong            | -                                                            | 4                | 2011              |
| Daniel Feuerriegel         | Jake Peters               | -                                                            | 4                | 2011              |
| Glenda Linscott            | Lily Patterson            | -                                                            | 4                | 2011              |
| Ben Geurens                | Adam Grbowski             | -                                                            | 4                | 2014              |
| Matt Levett                | Spencer Campbell          | -                                                            | 4                | 2012              |
| Laura Wheelwright          | Nadia Coviello            | -                                                            | 4                | 2012              |
| Anna Samson                | Hayley Baxter             | -                                                            | 4                | 2014 - 2015       |
| Davini Malcolm             | Anna MacKenzie            | -                                                            | 4                | 2013 - 2014       |
| Ben Steel                  | Aden Thomas               | -                                                            | 3                | 2014 - 2015       |
| Nicholas Bell              | Keith Maxwell             | -                                                            | 3                | 2015 - 2016       |
| Dan O'Connor               | Nate Simpson              | Jugador de la AFL                                            | 3                | 2013              |
| Nick Carrafa               | Cliff Boyes               | -                                                            | 3                | 2016              |
| Katrina Milosevic          | Eliza Dempsey             | -                                                            | 3                | 2016              |
| Melissa Howard             | Cassie Gormley            | -                                                            | 2                | 2014              |

## Premios y nominaciones
| Año  | Categoría                      | Premio               | Nominado (a)     | Resultado |
| ---- | ------------------------------ | -------------------- | ---------------- | --------- |
| 2014 | Most Popular Drama Series      | Silver Logie Award   | Winners & Losers | Nominado  |
| 2012 | Most Popular New Male Talent   | Logie Award          | Tom Wren         | Nominado  |
| 2012 | Most Popular New Female Talent | Logie Award          | Melissa Bergland | Ganó      |
| 2012 | Most Outstanding New Talent    | Graham Kennedy Award | Melissa Bergland | Nominada  |
| 2012 | Most Popular Drama Series      | Logie Award          | Winners & Losers | Nominado  |

## Producción
Winners & Losers fue creada por el creador de la exitosa serie australiana Packed to the Rafters.
En marzo del 2011 la cadena Seven Network anunció que la serie Packed to the Rafters se tomaría un receso de tres meses empezando desde el 15 de marzo de 2011. También se anunció que la serie sería reemplazada por Winners & Losers.
El 5 de julio de 2011 la serie fue renovada para una segunda temporada, la cual se estrenó el 26 de junio de 2012. Más tarde se anunció que la serie sería renovada para una tercera temporada la cual fue estrenada el 9 de julio de 2013.
A finales de diciembre del 2013 se anunció que la serie sería renovada para una cuarta temporada la cual sería estrenada el 1 de julio de 2014.
En la serie también aparecieron como invitados los actores Lawrence Mooney, Mahalia Brown, Maya Aleksandra, Ben Prendergast, Bethany Whitmore, Bill McCluskey, Brenda Addie, Bunworth Chris, Nicki Paull, entre otros...

### Emisión en otros países
| País          | Cadenas       | Fecha de Inicio     | Fecha de Finalización |
| ------------- | ------------- | ------------------- | --------------------- |
| Australia     | Seven Network | 22 de marzo de 2011 | -                     |
| Croacia       | FOX Life      | 2012                | -                     |
| Eslovenia     | POP Brio      | 2011                | -                     |
| Finlandia     | YLE TV2       | 2011                | -                     |
| Israel        | HOT Family    | 2011                | -                     |
| Nueva Zelanda | TV One        | 2011                | -                     |
| Polonia       | FOX Life      | 2011                | -                     |
| Reino Unido   | ITV2          | 2011                | -                     |
| Sudáfrica     | DStv          | 2011                | -                     |
| Serbia        | Fox Life      | 2012                | -                     |